# Welcome to Los Santos
Welcome to Los Santos – album studyjny The Alchemist i Oh No, początkowo część ścieżki dźwiękowej (stacja radiowa) gry Grand Theft Auto V w wersji na PC, która została wydana 14 kwietnia 2015 roku. Album został wydany 21 kwietnia.

## Lista utworów
Źródło: AllMusic
| Nr | Tytuł                                                                                  | Długość |
| -- | -------------------------------------------------------------------------------------- | ------- |
| 1  | „Play It Cool” (Gangrene feat. Samuel T Herring [of Future Islands] + Earl Sweatshirt) | 3:53    |
| 2  | „Trouble” (Ab-Soul feat. Aloe Blacc)                                                   | 3:45    |
| 3  | „Speedline Miracle Masterpiece” (Tunde Adebimpe feat. Sal P + Sinkane)                 | 4:10    |
| 4  | „Welcome to Los Santos” (MC Eiht + Freddie Gibbs feat. Kokane)                         | 3:51    |
| 5  | „K.Y.S.A.” (Phantogram)                                                                | 4:20    |
| 6  | „Fast Life" (Vybz Kartel)                                                              | 3:30    |
| 7  | „20’s 50’s 100’s” (King Avriel feat. A$AP Ferg)                                        | 4:23    |
| 8  | „Lock + Load” (MNDR feat. Killer Mike)                                                 | 4:20    |
| 9  | „Born Bad” (Popcaan feat. Freddie Gibbs)                                               | 3:28    |
| 10 | „California” (E-40 feat. Dam-Funk + Ariel Pink)                                        | 3:55    |
| 11 | „Leave” (Wavves)                                                                       | 3:15    |
| 12 | „Fetti” (Currensy & Freddie Gibbs)                                                     | 4:39    |
| 13 | „Wanderer” (Little Dragon)                                                             | 4:36    |
| 14 | „Bad News” (Action Bronson + Danny Brown)                                              | 2:46    |

## Wydanie
| AllMusic  | [ 1 ]  |
| Pitchfork | 6,9/10 |

6 marca 2015 roku odbyła się premiera singla „Play It Cool” duetu Gangrene, w którym gościnnie wystąpili Samuel T Herring i Earl Sweatshirt. Album został wydany 14 kwietnia jako część ścieżki dźwiękowej (stacja radiowa) Grand Theft Auto V w wersji na PC. 21 kwietnia album został wydany przez Rockstar Games i Mass Appeal Records. Album jest inspirowany ścieżką dźwiękowa The Music of Grand Theft Auto V. Utwór „Play It Cool” otwiera album, a kończy go „Bad News” Actiona Bronsoa i Danniego Browna. Długość albumu wynosi 54 minuty i 51 sekund.

## Notowania na listach przebojów
| Kraj              | Lista (2015)           | Najwyższa pozycja |
| ----------------- | ---------------------- | ----------------- |
| Stany Zjednoczone | Soundtracks            | 18                |
| Stany Zjednoczone | Top R&B/Hip-Hop Albums | 41                |